# 18434 Mikesandras
18434 Mikesandras è un asteroide della fascia principale. Scoperto nel 1994, presenta un'orbita caratterizzata da un semiasse maggiore pari a 2,4423006 UA e da un'eccentricità di 0,2327542, inclinata di 24,91627° rispetto all'eclittica.